# Rick ten Voorde
Rick ten Voorde (Emmen, 20 juni 1991) is een Nederlands voormalig voetballer die doorgaans als aanvaller speelde. Hij was Nederlands jeugdinternational.

## Clubcarrière
Hij begon op jonge leeftijd met voetballen bij amateurclub DZOH uit Emmen, waar hij op tienjarige leeftijd werd gescout door FC Emmen. Ten Voorde debuteerde in de Eerste divisie op 16 januari 2009 in de uitwedstrijd tegen FC Omniworld. Vanaf het seizoen 2009/10 kwam Ten Voorde uit voor N.E.C. uit Nijmegen. Hij tekende voor drie jaar en N.E.C. kon hem transfervrij overnemen omdat hij nog op amateurbasis bij Emmen speelde.
Na het spelen van wedstrijden bij Jong N.E.C. maakte Ten Voorde op 22 november 2009 zijn debuut in de hoofdmacht van de club. In de in 3–3 geëindigde wedstrijd tegen NAC Breda viel hij tien minuten voor tijd in. In de uitwedstrijd tegen ADO Den Haag op 14 april 2010 viel hij na de rust in en scoorde hij eenmaal in het met 3–2 gewonnen duel. Dit was zijn eerste treffer voor N.E.C.
Op 17 november 2010 debuteerde Ten Voorde in het Nederlands voetbalelftal onder 21. In het oefenduel met Denemarken verving hij in Kopenhagen na 64 minuten Florian Jozefzoon. Eerder kwam hij al uit voor andere jeugdselecties van het Nederlands team.
In het seizoen 2011/12 speelde hij op huurbasis voor RKC Waalwijk. NAC Breda huurde ten Voorde voor de tweede helft van het seizoen 2012/2013. Op 27 januari 2013 werd bekend dat hij het seizoen zou afmaken bij NAC Breda. In de zomer van 2013 lichtte N.E.C. de eenjarige optie in zijn contract maar verkocht hem op 2 juli aan SC Paderborn 07 uit de 2. Bundesliga. Met die club promoveerde hij in 2014 naar de Bundesliga. In juli 2014 vertrok hij naar FC Dordrecht om daar op huurbasis één seizoen te spelen. Nadat zijn contract bij Paderborn werd ontbonden, tekende hij in juli 2015 voor één jaar bij zijn oude club FC Emmen. In dit seizoen speelde Ten Voorde 35 wedstrijden, waarin hij tien keer tot scoren kwam. In juli 2016 maakte hij de overstap naar Almere City FC. Eind augustus 2017 verbond hij zich aan het Israëlische Hapoel Ramat Gan. In januari 2018 ging hij naar Víkingur Reykjavík. In juli 2019 werd hij tot eind 2019 verhuurd aan Þór Akureyri.
In augustus 2020 ondertekende Ten Voorde een contract tot medio 2022 bij het Duitse SV Rödinghausen dat uitkomt in de Regionalliga West. In 2022 beëindigde hij zijn loopbaan.

## Clubstatistieken
| Seizoen | Club               | Wedstrijden | Goals | Competitie        |
| ------- | ------------------ | ----------- | ----- | ----------------- |
| 2008/09 | FC Emmen           | 18          | 9     | Eerste divisie    |
| 2009/10 | N.E.C.             | 7           | 1     | Eredivisie        |
| 2010/11 | N.E.C.             | 16          | 1     | Eredivisie        |
| 2011/12 | → RKC Waalwijk     | 31          | 10    | Eredivisie        |
| 2012/13 | N.E.C.             | 18          | 3     | Eredivisie        |
|         | → NAC Breda        | 13          | 3     | Eredivisie        |
| 2013/14 | SC Paderborn 07    | 13          | 2     | 2. Bundesliga     |
| 2014/15 | → FC Dordrecht     | 25          | 1     | Eredivisie        |
| 2015/16 | FC Emmen           | 35          | 10    | Eerste divisie    |
| 2016/17 | Almere City FC     | 35          | 9     | Eerste divisie    |
| 2017/18 | Hapoel Ramat Gan   | 9           | 0     | Liga Leumit       |
| 2018    | Víkingur Reykjavík | 18          | 4     | Úrvalsdeild       |
| 2019    | Víkingur Reykjavík | 8           | 1     | Úrvalsdeild       |
| 2019    | Þór Akureyri       | 11          | 5     | 1. deild karla    |
| 2020    | Víkingur Reykjavík | 0           | 0     | Úrvalsdeild       |
| 2020/21 | SV Rödinghausen    | 22          | 1     | Regionalliga West |
| 2021/22 | SV Rödinghausen    | 11          | 2     | Regionalliga West |
| totaal  |                    | 270         | 62    |                   |